# Germont
Germont is een gemeente in het Franse departement Ardennes (regio Grand Est) en telt 45 inwoners (2009). De plaats maakt deel uit van het arrondissement Vouziers.

## Geschiedenis
Germont maakte deel uit van het kanton Le Chesne tot dit op 22 maart 2015 werd opgeheven en de gemeenten werden opgenomen in het kanton Vouziers.

## Geografie
De oppervlakte van Germont bedraagt 4,6 km², de bevolkingsdichtheid is dus 9,8 inwoners per km².
De onderstaande kaart toont de ligging van Germont met de belangrijkste infrastructuur en aangrenzende gemeenten.

## Demografie
Onderstaande figuur toont het verloop van het inwonertal (bron: INSEE-tellingen).

Vanwege een beveiligingsprobleem met de MediaWiki Graph-software is het momenteel niet mogelijk deze grafiek weer te geven. Zodra de software is bijgewerkt zal de grafiek vanzelf weer zichtbaar worden.